# Aikokusha
O Aikokusha (爱国社, Sociedade dos Patriotas) foi um partido político do Período Meiji, na História do Japão.
O Aikokusha foi formado em fevereiro de 1875 por Itagaki Taisuke, como parte de um federação política liberal aliado ao Risshisha e com o  Jiyū Minken Undō (Movimento de Liberdade pelos Direitos do Povo) . Ele foi dissolvido no mesmo ano, quando Ōkubo Toshimichi prometeu  a Itagaki que o governo iria elaborar uma constituição .
Como não foi feita nenhuma constituição, em setembro de 1878, Itagaki relançou o Aikokusha rebatizado de Kokkai Kisei Dōmei (Liga para a Criação de uma Assembleia Nacional). Seu objetivo principal foi o de apresentar uma petição ao governo para convocar uma assembleia nacional . É considerado o antecessor do Jiyutō (Partido Liberal) , que Itagaki fundaria em outubro de 1881 .
O Aikokusha não deve ser confundido com o Aikoku Kōtō (Partido Público dos Patriotas) , e mais tarde com vários movimentos  ultranacionalistas com nomes similares.